# Fußball-Europameisterschaft 2021/Belgien
Dieser Artikel behandelt die belgische Nationalmannschaft bei der paneuropäischen Fußball-Europameisterschaft 2021. Für die belgische Mannschaft war es die sechste Teilnahme. Sie konnten sich als erste Mannschaft für die Endrunde qualifizieren und dabei erstmals alle zehn Spiele gewinnen, die meisten Tore erzielen sowie die wenigsten Gegentreffer kassieren.

## Qualifikation

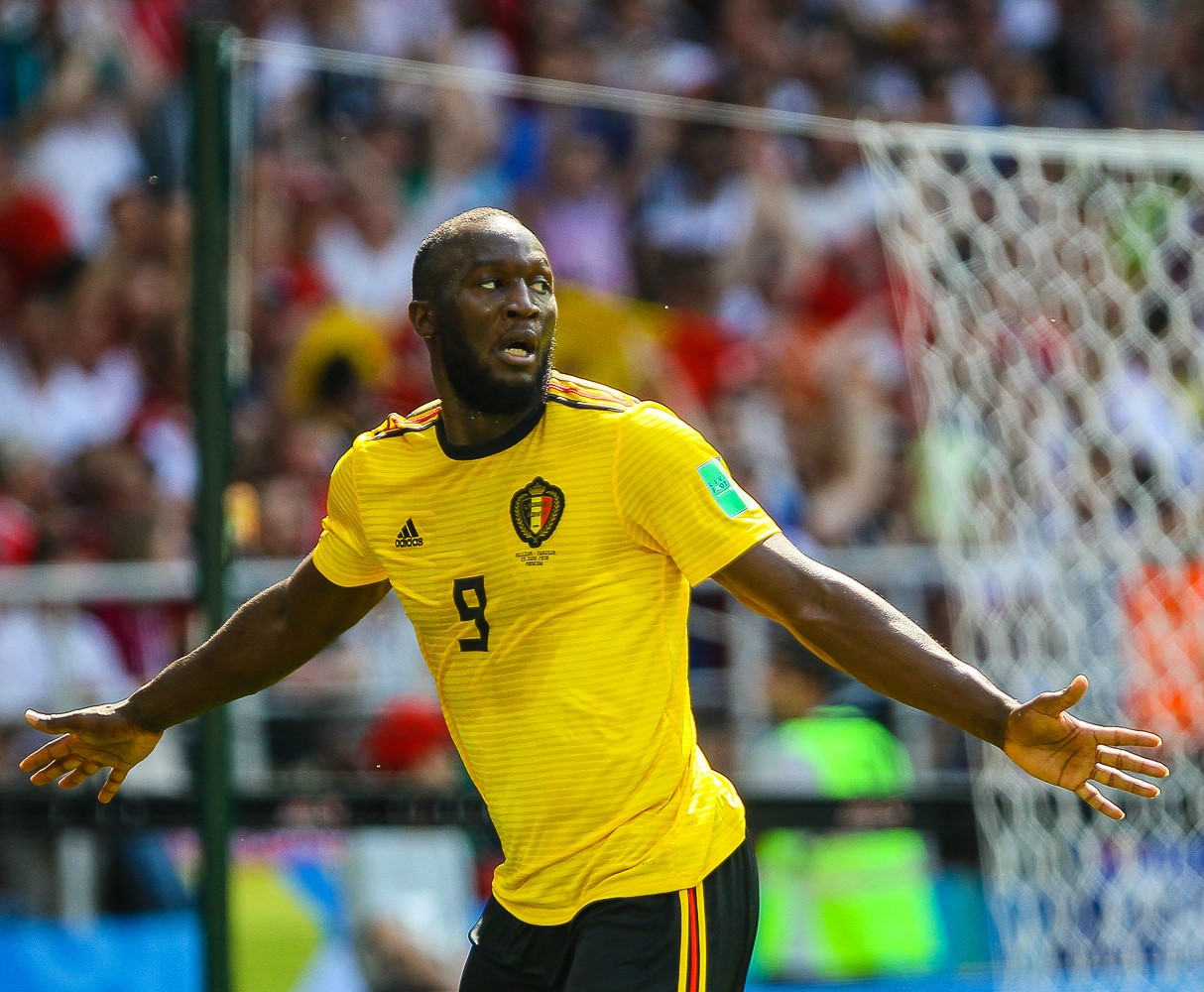
Romelu Lukaku, bester Torschütze der Belgier in der Qualifikation

Für die Qualifikation wurden der belgischen Mannschaft Russland, Schottland, Zypern, Kasachstan und San Marino zugelost.
Insgesamt setzte Nationaltrainer Roberto Martínez 31 Spieler ein, von denen aber nur Toby Alderweireld alle zehn Spiele mitmachte. Je neun Einsätze hatten Torhüter Thibaut Courtois, Dries Mertens und Youri Tielemans. Ihr erstes Länderspiel bestritten Elias Cobbaut, Brandon Mechele, Benito Raman und Yari Verschaeren in den Qualifikationsspielen. Sein 100. Länderspiel machte Kapitän Eden Hazard im zweiten Qualifikationsspiel.
Bester Torschütze mit sieben Toren war Rekordtorschütze Romelu Lukaku, der aber nur in der Hälfte der Spiele eingesetzt wurde und am 10. Oktober sein 50. Länderspieltor erzielte. Ihr erstes Länderspieltor erzielten in der Qualifikation Youri Tielemans (zur 1:0-Führung beim 3:1-Sieg gegen Russland), Timothy Castagne (zum 2:0-Zwischenstand beim 3:0-Sieg gegen Kasachstan) und Yari Verschaeren (per Elfmeter zum 8:0-Zwischenstand beim 9:0 gegen San Marino). Insgesamt trugen 15 Spieler zu 38 Qualifikationstoren bei, zudem profitierten die Belgier von zwei gegnerischen Eigentoren. Nur England (4,6) erzielte mehr Tore pro Spiel als die belgische Mannschaft.

### Spiele
| Datum      | Spielort         | Gegner     | Ergebnis  | Torschützen |
| ---------- | ---------------- | ---------- | --------- | --- |
| 21.03.2019 | Brüssel          | Russland   | 3:1 (2:0) | Youri Tielemans (14.), Eden Hazard (45., 88./Elfm.); Tscheryschew (16.) |
| 24.03.2019 | Strovolos        | Zypern     | 2:0 (2:0) | Eden Hazard (10.), Michy Batshuayi (18.) |
| 08.06.2019 | Brüssel          | Kasachstan | 3:0 (2:0) | Dries Mertens (11.), Timothy Castagne (14.), Romelu Lukaku (50.) |
| 11.06.2019 | Brüssel          | Schottland | 3:0 (1:0) | Romelu Lukaku (45.+1, 57.) Romelu Lukaku, Kevin De Bruyne (90.+2) |
| 06.09.2019 | Serravalle       | San Marino | 4:0 (1:0) | Michy Batshuayi (43./Elfm., 90.+2), Dries Mertens (57.), Nacer Chadli (63.) |
| 09.09.2019 | Glasgow          | Schottland | 4:0 (3:0) | Romelu Lukaku (9.), Thomas Vermaelen (24.), Toby Alderweireld (32.), Kevin De Bruyne (82.) |
| 10.10.2019 | Brüssel          | San Marino | 9:0 (6:0) | Romelu Lukaku (28., 41.), Nacer Chadli (31.), Cristian Brolli (35./Eigentor), Toby Alderweireld (43.), Youri Tielemans (45.+1), Christian Benteke (79.), Yari Verschaeren (84./Elfm.), Timothy Castagne (90.) |
| 13.10.2019 | Nur-Sultan       | Kasachstan | 2:0 (1:0) | Michy Batshuayi (21.), Thomas Meunier (53.) |
| 16.11.2019 | Sankt Petersburg | Russland   | 4:1 (3:0) | Thorgan Hazard (19.), Eden Hazard (33., 40'), Romelu Lukaku (72.); Dschikija (79.) |
| 19.11.2019 | Brüssel          | Zypern     | 6:1 (4:1) | Nicholas Ioannou (14.); Christian Benteke (16., 68.), Kevin De Bruyne, (36., 41.) Yannick Carrasco (44.), Kypros Hristoforou (51./Eigentor)                                                                   |

### Abschlusstabelle
| Pl. | Land       | Sp. | S  | U | N  | Tore    | Diff. | Punkte |
| --- | ---------- | --- | -- | - | -- | ------- | ----- | ------ |
| 1.  | Belgien    | 10  | 10 | 0 | 0  | 040:300 | +37   | 30     |
| 2.  | Russland   | 10  | 8  | 0 | 2  | 033:800 | +25   | 24     |
| 3.  | Schottland | 10  | 5  | 0 | 5  | 016:190 | −3    | 15     |
| 4.  | Zypern     | 10  | 3  | 1 | 6  | 015:200 | −5    | 10     |
| 5.  | Kasachstan | 10  | 3  | 1 | 6  | 013:170 | −4    | 10     |
| 6.  | San Marino | 10  | 0  | 0 | 10 | 001:510 | −50   | 0      |

## Vorbereitung
Am 24., 27. und 30. März 2021 standen die ersten Spiele in der Qualifikation für die WM 2022 gegen Wales (3:1), Tschechien (1:1) und Belarus (8:0) an.
Die Nationalmannschaft bezog zur EM 2021 Quartier im ständigen Trainingsgelände in Tubize bei Brüssel.
Am 3. Juni spielte die Mannschaft in Brüssel gegen Griechenland 1:1 und am 6. Juni gewann sie mit 1:0 gegen EM-Teilnehmer Kroatien, wobei Kapitän Eden Hazard nach 19 Monaten erstmals wieder eingesetzt wurde.

## Kader
Der Kader für die Endrunde, der wegen der anhaltenden COVID-19-Pandemie diesmal aus 26 Spielern bestehen darf, wurde am 17. Mai 2021 bekannt gegeben.
| Nr. | Position   | Name               | Geburts- datum | NM-Sp. 1 | LS-Tore 1 | Verein                  | Debüt | Letzter Einsatz   | vorherige EM-Spiele (Tore) 2 | Anzahl der Spiele | Tor | Gelbe Karte | Gelb-Rote Karte | Rote Karte |
| --- | ---------- | ------------------ | -------------- | -------- | --------- | ----------------------- | ----- | ----------------- | ---------------------------- | ----------------- | --- | ----------- | --------------- | ---------- |
| 01  | Torhüter   | Thibaut Courtois   | 11.05.1992     | 084      | 0         | Real Madrid             | 2011  | 6. Juni 2021      | 5                            | 5                 |     |             |                 |            |
| 12  | Torhüter   | Simon Mignolet     | 06.03.1988     | 031      | 0         | FC BrüggeM              | 2011  | 3. Juni 2021      | 0                            |                   |     |             |                 |            |
| 13  | Torhüter   | Matz Sels          | 26.02.1992     | 001      | 0         | Racing Straßburg        | 2021  | 3. Juni 2021      |                              |                   |     |             |                 |            |
| 02  | Abwehr     | Toby Alderweireld  | 02.03.1989     | 109      | 05        | Tottenham Hotspur       | 2009  | 6. Juni 2021      | 5 (1)                        | 4                 |     | Gelbe Karte |                 |            |
| 04  | Abwehr     | Dedryck Boyata     | 28.11.1990     | 023      | 0         | Hertha BSC              | 2010  | 3. Juni 2021      |                              | 2                 |     |             |                 |            |
| 18  | Abwehr     | Jason Denayer      | 28.06.1995     | 025      | 01        | Olympique Lyon          | 2016  | 6. Juni 2021      | 1                            | 2                 |     |             |                 |            |
| 03  | Abwehr     | Thomas Vermaelen   | 14.11.1985     | 080      | 02        | Vissel Kōbe             | 2006  | 6. Juni 2021      | 4                            | 5                 |     | Gelbe Karte |                 |            |
| 05  | Abwehr     | Jan Vertonghen     | 24.04.1987     | 127      | 09        | Benfica Lissabon        | 2007  | 6. Juni 2021      | 4                            | 4                 |     |             |                 |            |
| 11  | Mittelfeld | Yannick Carrasco   | 04.09.1993     | 046      | 06        | Atlético MadridM        | 2015  | 6. Juni 2021      | 5 (1)                        | 3                 |     |             |                 |            |
| 21  | Mittelfeld | Timothy Castagne   | 05.12.1995     | 014      | 02        | Leicester CityP         | 2018  | 6. Juni 2021      |                              | 1                 |     |             |                 |            |
| 22  | Mittelfeld | Nacer Chadli       | 02.08.1989     | 064      | 08        | Istanbul Başakşehir     | 2011  | 6. Juni 2021      |                              | 2                 |     |             |                 |            |
| 07  | Mittelfeld | Kevin De Bruyne    | 28.06.1991     | 080      | 21        | Manchester CityM        | 2010  | 27. März 2021     | 5                            | 4                 | 1   |             |                 |            |
| 19  | Mittelfeld | Leander Dendoncker | 15.04.1995     | 017      | 0         | Wolverhampton Wanderers | 2015  | 6. Juni 2021      |                              | 3                 |     |             |                 |            |
| 16  | Mittelfeld | Thorgan Hazard     | 29.03.1993     | 035      | 06        | Borussia DortmundP      | 2013  | 6. Juni 2021      |                              | 4                 | 2   | Gelbe Karte |                 |            |
| 15  | Mittelfeld | Thomas Meunier     | 12.09.1991     | 047      | 07        | Borussia DortmundP      | 2013  | 3. Juni 2021      | 4                            | 5                 | 1   |             |                 |            |
| 26  | Mittelfeld | Dennis Praet       | 14.05.1994     | 011      | 01        | Leicester CityP         | 2014  | 3. Juni 2021      |                              | 2                 |     |             |                 |            |
| 08  | Mittelfeld | Youri Tielemans    | 07.05.1997     | 039      | 04        | Leicester CityP         | 2016  | 6. Juni 2021      |                              | 4                 |     | Gelbe Karte |                 |            |
| 17  | Mittelfeld | Hans Vanaken       | 24.08.1992     | 010      | 02        | FC BrüggeM              | 2018  | 6. Juni 2021      |                              | 1                 |     |             |                 |            |
| 06  | Mittelfeld | Axel Witsel        | 12.01.1989     | 110      | 10        | Borussia DortmundP      | 2008  | 15. November 2020 | 5 (1)                        | 4                 |     |             |                 |            |
| 23  | Sturm      | Michy Batshuayi    | 02.10.1993     | 034      | 22        | Crystal Palace          | 2015  | 3. Juni 2021      | 2 (1)                        | 1                 |     |             |                 |            |
| 20  | Sturm      | Christian Benteke  | 03.12.1990     | 039      | 16        | Crystal Palace          | 2010  | 30. März 2021     | 2                            | 1                 |     |             |                 |            |
| 25  | Sturm      | Jérémy Doku        | 27.05.2002     | 008      | 02        | Stade Rennes            | 2020  | 6. Juni 2021      |                              | 2                 |     |             |                 |            |
| 10  | Sturm      | Eden Hazard        | 07.01.1991     | 107      | 32        | Real Madrid             | 2008  | 6. Juni 2021      | 5 (1)                        | 4                 |     |             |                 |            |
| 09  | Sturm      | Romelu Lukaku      | 13.05.1993     | 093      | 60        | Inter MailandM          | 2010  | 6. Juni 2021      | 5 (2)                        | 5                 | 4   |             |                 |            |
| 14  | Sturm      | Dries Mertens      | 06.05.1987     | 098      | 21        | SSC Neapel              | 2011  | 6. Juni 2021      | 5                            | 4                 |     |             |                 |            |
| 24  | Sturm      | Leandro Trossard   | 04.12.1994     | 007      | 02        | Brighton & Hove Albion  | 2020  | 3. Juni 2021      |                              | 1                 |     |             |                 |            |
|     | Trainer    | Roberto Martínez   | 13.07.1973     |          |           |                         |       |                   |                              |                   |     |             |                 |            |

Anmerkungen: M = Meister 2020/21, P = Pokalsieger 2020/21

## Endrunde
Belgien hatte sich mit dem geplanten Eurostadion um die Ausrichtung von drei Gruppenspielen sowie einem Achtel- oder Viertelfinalspiel beworben und erhielt auch die Zusage für vier Spiele und hätte dann mindestens zwei Heimspiele gehabt. Als jedoch die Planungen nicht zeitgerecht umgesetzt werden konnten und der vorgesehene Termin der Fertigstellung des Stadions nicht mehr gehalten werden konnte, wurde die Ausrichtung im Eurostadion am 7. Dezember 2017 seitens der UEFA abgesagt. Da der FIFA-Weltranglistenführende Belgien die Qualifikation als beste Mannschaft abschloss, konnte Belgien nicht in die Gruppen mit Deutschland, England, Italien und Spanien gelost werden, die auch zu den sechs besten Mannschaften der Qualifikation gehörten. Da im Topf 1 neben den Belgiern nur noch die Ukraine als nichtgastgebende Mannschaft gesetzt war und diese nicht in eine Gruppe mit Russland konnte, wurden die Belgier schon vor der Auslosung der Gruppe mit Dänemark und Russland zugeordnet, die im Dezember 2017 von der UEFA als gemeinsame Ausrichter einer Gruppe festgelegt worden waren. Zugelost wurde nur noch EM-Neuling Finnland. Gegen die Russen hatten die Belgier ja schon in der Qualifikation beide Spiele gewonnen, wodurch die positive Bilanz gegen die Russen auf nun insgesamt fünf Siege und zwei Remis weiter ausgebaut wurde. Die Bilanz gegen Dänemark ist dagegen mit vier Siegen, drei Remis und sechs Niederlagen ebenso negativ wie die Bilanz gegen Finnland mit drei Siegen sowie je vier Remis und Niederlagen. Der letzte Sieg gegen die Dänen gelang im August 1989, wonach zwei Niederlagen in der Qualifikation für die EM 1996 und ein Remis im Juni 2000, kurz vor der Heim-EM, folgten. Gegen die Finnen gewannen die Belgier zuletzt im Oktober 1968, danach gab es vier Niederlagen und drei Remis, wobei die letzte Niederlagen im August 2010 passierte.

### Gruppenspiele
| Pl. | Land     | Sp. | S | U | N | Tore    | Diff. | Punkte |
| --- | -------- | --- | - | - | - | ------- | ----- | ------ |
| 1.  | Belgien  | 3   | 3 | 0 | 0 | 007:100 | +6    | 09     |
| 2.  | Dänemark | 3   | 1 | 0 | 2 | 005:400 | +1    | 03     |
| 3.  | Finnland | 3   | 1 | 0 | 2 | 001:300 | −2    | 03     |
| 4.  | Russland | 3   | 1 | 0 | 2 | 002:700 | −5    | 03     |

Anmerkung: Platzierung von Dänemark, Russland und Finnland aufgrund der Tordifferenz im direkten Vergleich
|                                          |   |          |           |
| 12. Juni 2021, 21:00 in Sankt Petersburg |   |          |           |
| Belgien                                  | – | Russland | 3:0 (2:0) |
| 17. Juni 2021, 18:00 in Kopenhagen       |   |          |           |
| Dänemark                                 | – | Belgien  | 1:2 (1:0) |
| 21. Juni 2021, 21:00 in Sankt Petersburg |   |          |           |
| Finnland                                 | – | Belgien  | 0:2 (0:0) |

### K.-o.-Runde
Als Gruppensieger spielte die belgische Mannschaft in Sevilla gegen den Dritten der Gruppe F, Titelverteidiger Portugal. Von zuvor 18 Begegnungen konnten die Belgier fünf gewinnen, sieben endeten remis, sechs wurden verloren. Den letzten Sieg für die Belgier gab es im September 1989 in der Qualifikation für die WM 1990, wodurch sich Belgien für die WM in Italien qualifizierte und Portugal sie verpasste. Danach folgten ein Remis und drei Niederlagen, davon zwei in der Qualifikation für die EM 2008 durch die sich Portugal qualifizierte. Das letzte Spiel zwischen beiden vor der EM endete im Juni 2018 in der Vorbereitung auf die WM 2018 torlos. Nach dem Erfolg im Achtelfinale, durch den die Bilanz gegen Portugal nun ausgeglichen ist, ging es am 2. Juli in München gegen Italien weiter. In zuvor 22 Spielen gab es je vier Siege und Remis sowie 14 Niederlagen, zuletzt im ersten Gruppenspiel der EM 2016. Das letzte Spiel davor wurde im November 2015 von den Belgiern gewonnen. Mit einem 2:1-Sieg besiegelte Italien das EM-Aus für Belgien.
|                                               |   |          |           |
| Achtelfinale, 27. Juni 2021, 21:00 in Sevilla |   |          |           |
| Belgien                                       | – | Portugal | 1:0 (1:0) |
| Viertelfinale, 2. Juli 2021, 21:00 in München |   |          |           |
| Belgien                                       | – | Italien  | 1:2 (1:2) |